# 脑血管造影术
腦血管造影術是一種可以提供腦部血管影像的血管造影術，因此可以探知到諸如動靜脈畸形和動脈瘤等腦部血管異常。1927年由葡萄牙醫學家安東尼奧·埃加斯·莫尼斯發明，他同時也發明了腦血管造影術需要用到的钍造影剂。
方法是用一個導管插入一條大動脈（例如股動脈），然後通過循環系統使其達到颈总动脉，並將造影劑下在此處。在其到達腦部動脈系統後拍下第一系列照片，到達靜脈系統后拍攝第二系列。